# Serge-Thomas Bonino
Serge-Thomas Bonino OP (* 3. November 1961 in L’Estaque, Marseille) ist ein französischer Ordensgeistlicher und Theologe. Seit 2014 ist er Präsident der Päpstlichen Akademie des hl. Thomas von Aquin.

## Leben
Serge-Thomas Bonino trat 1982 der Ordensgemeinschaft der Dominikaner in Toulouse bei. An der Sorbonne graduierte er 1984 in Philosophie. Nach Abwicklung des Wehrdienstes an der Militärschule von Aix-en-Provence als Philosophielehrer studierte er Katholische Theologie am Dominikanerstudiums in Toulouse und graduierte in Kanonischer Theologie. Er empfing im Juni 1988 die Priesterweihe und gehört seitdem der Ordensprovinz Toulouse der Dominikaner an. 1988/90 studierte er an der Universität Freiburg im Üechtland  und graduierte als Diplom-Theologe. 

## Wirken
Seit 1990 lehrt er mittelalterliche Philosophie am Katholischen Institut von Toulouse und seit 1991 Dogmatik am Dominikanerstudium in Toulouse. 1992 wurde er mit einer Arbeit über Thomas von Aquin an der Universität Freiburg zum Dr. theol. promoviert. 1993 wurde er Direktor des Dominikanerstudiums. Seit 1999 ist er Dekan der Fakultät für Philosophie am Katholischen Institut von Toulouse.
Am 17. Dezember 2011 wurde er von Papst Benedikt XVI. in Nachfolge von Charles Morerod OP zum Generalsekretär der Internationalen Theologenkommission ernannt. Am 7. Januar 2012 berief ihn Papst Benedikt XVI. als Konsultor in die Kongregation für die Glaubenslehre. Seine Funktion als Generalsekretär der Internationalen Theologenkommission endete am 29. September 2021 mit der Ernennung von Piero Coda.
Von 1991 bis 2010 leitete er die seit 1893 herausgegebene Zeitschrift Revue thomiste. 1995 war er Mitgründer des „Institut Saint-Thomas d’Aquin (ISTA)“ in Toulouse. Seit 1995 gehört er der Päpstlichen Akademie des hl. Thomas von Aquin an. Im November 2014 wurde er zu deren Präsidenten berufen.
Hauptlehr- und Forschungsgebiete von Bonino ist die mittelalterliche Theologie von Augustinus bis Nikolaus von Kues sowie insbesondere die Theologie von Thomas von Aquin.

## Schriften
- L’avenir du monde. Les chrétiens et l’avenir, Éditions de l'Emmanuel, Paris 2006, ISBN 2-914083-61-0, zusammen mit Jean-Claude Guillebaud, Jean Bastaire, Thibaud Collin.
- Les Anges et les Démons. Quatorze leçons de théologie catholique, Parole et Silence, Paris 2007, ISBN 978-2-84573-560-6.
- Surnaturel. A Controversy at the Heart of Twentieth-Century Thomistic Thought, Sapientia Press of Ave Maria University, Ave Maria 2009, ISBN 978-1-932589-52-8.